# Crimă de onoare
Crimele de onoare, ca o modalitate de acțiune drastică, își au obârșia în cultura societății musulmane, această practică întâlnindu-se în mod predominant în zonele rurale, extinzându-se, odată cu urbanizarea și în orașe.

## Definirea termenului
Organizația non-guvernamentală Human Rights Watch definește crima de onoare astfel: „Crimele de onoare reprezintă acte de răzbunare, în general soldate cu moartea, executate de membrii bărbați ai unei hamule (familii/trib), împotriva femeilor din aceiași familie, acuzate că au dezonorat familia și, inclusiv hamula, din diverse motive, printre care: refuzul unei căsătorii aranjate, cererea divorțului, pierderea virginității înainte de căsătorie sau comiterea adulterului, chiar dacă femeia a fost victima unei agresiuni sexuale. Prezumția că o femeie a dus la dezonoarea familiei este suficientă pentru a-i amenința viața.” Amnesty International adaugă:  „În cazul de dezonoare, iertarea este inadmisibilă, suspectele nu se pot apăra iar membrii familiei nu au altă alternativă în fața societății decât să îndepărteze pata ce le-a atins onoarea prin eliminarea fizică a vinovatei.”
În societatea contemporană, acest termen a fost folosit pentru prima dată de către profesorul de origine olandeză Ane Nauta pentru a distinge „crimele de onoare” de „răzbunarea sângelui”. Fondul Națiunilor Unite pentru Populație estimează că anual sunt asasinate 5000 de fete și femei iar în Orientul Mijlociu și Asia numărul real este presupus a fi de patru ori mai mare. Această practică are origini îndepărtate, încă din societatea antică. Astfel, cutuma conform căreia castitatea unei femeii este bunul familiei sale, datează încă din perioada domniei lui Hammurabi - în Codul lui Hammurabi, o femeie acuzată de adulter este încurajată sa se arunce în râu, chiar dacă nu sunt aduse suficiente dovezi împotriva ei. Lavinia, personajul feminin din piesa Titus Andronicus a lui Shakespeare, este omorâtă de tatăl ei, după ce a fost violată și mutilată. În romanul Spartacus de Lewis Grassic Gibbon, romanii le omorau pe femeile violate de sclavii rebeli. De asemenea, legislația romană le permitea soților să își pedepsească soțiile adulterine în ce manieră doreau, uciderea acestora din urmă fiind acceptată. În Egipt se obișnuia ca femeilor adulterine să li se taie nasul și să fie întemnițate. În China, soțul avea dreptul să îi taie părul soției necredincioase și apoi să o predea unui guvernator care îi va organiza execuția. În Peninsula Arabă, tații chiar își îngropau fiicele nou-născute pentru a preveni astfel ca onoarea sa le fie atinsă.en 
Conceptul de onoare își are rădăcinile în tradițiile și obiceiurile care vorbesc despre comportamentul sexual. Regula acestui concept este aceea a purității și a prevenirii.
Onoarea, puritatea femeii înainte de căsătorie se devine un act de apărare și, protejarea onoarei este una dintre responsabilitățile importante care îi sunt atribuite femeii, prevenirea, însă, le privește pe ambele sexe. Un act sexual în afara căsătoriei este socotit a fi imoral și corectat prin crima de onoare. 
Responsabilitățile bărbatului se rezumă la protejarea onoarei femeilor care depind, sau se află sub tutela acestuia.
În Turcia, această practică are loc mai ales în rândul comunităților subdezvoltate, frecvent în zona bazinului Mării Negre, după principii sociale ce își au obârșia în mediul rural. Aceste principii locale implică faptul că bărbatul este obligat să-și apere atât propria onoare, cât și pe cea a familiei lui respectiv, rușinea la femei și bărbăția la bărbați, astfel că responsabilitățile pe care bărbatul și femeia trebuie să le aibă pot fi descrise în felul următor: bărbatul trebuie să se comporte bărbătește și, să acționeze în consecință, iar femeia trebuie să acorde importanță păstrării purității, să-și limiteze acțiunile la conceptul de rușine, care implică onoarea. Aceste responsabilități se răsfrâng mai întâi asupra familiei apoi, asupra comunității. În acest mod bărbatul își protejează atât propria onoare, cât și pe cea a membrilor familiei femeii, iar femeia, la rândul ei își protejează atât propria onoare, cât și pe cea a bărbaților din familie. Această situație asigură dăinuirea tradițiilor locale existente în acea comunitate. 
Există două motive care o constrâng pe femeie să se comporta ca atare:
- în caz contrar, bărbații familiei sunt desconsiderați
- sectorul muncii ratificat de valorile social-tradiționale îi revine bărbatului și nu femeii, care se află, prin urmare, în grija bărbatului. Fetele necăsătorite se află în grija tatălui, în timp ce o femeie văduvă, dacă locuiește împreună cu rudele de sex masculin ale defunctului, se află în grija fraților acestuia ori a fiului cel mare.

De menționat este și faptul că există un mediu socio-cultural care îi apără și sprijină pe cei care săvârșesc astfel de crime, și anume clanul "așiret", deoarece astfel de acțiuni sunt considerate îndreptățite de comunitate, și prin urmare, consimțite. 
Sub presiunea mediului și a tradițiilor sunt încurajate dăinuirea acestora. Aceste acțiuni se întâmplă, deși mai rar, și în mediul urban odată cu migrațiile care au avut loc de la sat la oraș. În prezent o majoritate importantă a societății turce nu mai consimte astfel de crime. 

## Relațiile de familie
Ceea ce atrage atenția în astfel de întâmplări este faptul că acestea au loc în sânul familiei și a relațiilor de familie. 
Elementul de bază în crimele de onoare îl constituie faptul că acestea sunt strâns legate de comunitatea, grupul familiei. Prin urmare, una dintre acțiunile negative ale familiei poate duce la tensiuni și la crime. 

## Morala
Morala, etica în astfel de crime este una severă și necruțătoare. Morala, etica, care este un concept al sociologiei care își are locul în norma societății. 
Puritatea femeii în societățile patriarhale se consideră a fi onoarea, orgoliul bărbatului. Astfel că purității, care îi este atribuită femeii, i se acordă foarte multă importanță. 
Câteva motive pentru care femeile sunt sacrificate pe principiul moralității:
- relația unei fete cu o persoană pe care familia ei nu o dorește
- nașterea unui copil în afara căsătoriei
- părăsirea soțului de către o tânără femeie și fuga cu un alt bărbat
- îndrăgostirea unei fete de un tânăr
- rămânerea însărcinată a unei fete înainte de  se căsători
- fuga de acasă a unei fete cu bărbatul pe care îl iubește
- apucarea pe căi greșite a unei fete

Toate acestea sunt elemente contrare moralei, eticii. 

### Observații
De notat că aceste crime nu sunt specifice numai Islamului, nefiind acceptate de această religie care invocă justiție, pietate, dreptate. 
Aceste practici se întâlnesc și în Regatul Unit al Marii Britanii, unde anul trecut s-au înregistrat 12 crime de onoare, în cadrul religiei Sikh. În majoritatea cazurilor a fost luată decizia sancționării cu închisoare pe viață pentru făptașul cu cetățenie britanică, chiar dacă crima propriu-zisă a avut loc pe teritoriul Indiei.

## De ce au loc astfel de crime?
Să luăm drept exemplu cazul unui musulman care a fost condamnat după și-a omorât fiica care avea o relație cu un creștin. Aceasta este povestea tragică cauzată de diferențele culturale ireconciliabile dintre un tată a cărui educație și cultură este bazată pe valori musulmane și o fată care adoptă un stil de viață bazat pe valori non-musulmane.  
Important este, în acest caz, ca un musulman să-și înțeleagă foarte bine și corect religia pentru a nu curma o viață, deoarece, în fond, aceste tragedii nu au nicio legătură cu adevărata credință. Simțul rușinii tatălui fetei care este declanșat de acțiunile fetei lui culminează cu fapta tragică de a-i lua viața, crezând, în mod eronat, că în felul acesta numele familiei lui va fi răscumpărat. 
Acest mod de gândire este o contradicție la ceea ce învață religia musulmană, care susține că toți indivizii sunt responsabili pentru propriile acțiuni, fapte. 
Islamul accentuează sacralitatea ființei umane de vreme ce Coranul spune că a omorî o persoană nevinovată este egal cu a omorî întreaga rasă umană. 
De aceea am prescris Noi pentru fiii lui Israel că cel care va ucide un suflet nevinovat de uciderea altui suflet sau de o altă stricăciune pe pământ, este ca și când i-ar ucide pe toți oamenii, iar cel care lasă în viață un suflet este ca și cum i-ar lăsa în viață pe toți oamenii. 
Veniți să vă citesc ceea ce Domnul vostru v-a oprit [cu adevărat]: Să nu-i asociați Lui nimic; să fiți buni cu părinții; să nu-i omorâți pe copiii voștri de teama sărăciei; căci Noi vă vom da cele de trai atât vouă cât și lor; nu vă apropiați de cele rușinoase, nici cele care se văd, nici cele care sunt ascunse; nu ucideți sufletul pe care l-a oprit Allah, decât pe drept” Acestea vi le-a poruncit [Allah] poate că voi veți pricepe! 
Și nu luați sufletul pe care Allah l-a socotit oprit, decât pe drept. Dacă cineva a fost omorât pe nedrept, atunci dăm Noi putere celui mai înrudit cu el, însă acesta să nu se întreacă în omor, căci el este ajutat de [lege] 
Islamul recunoaște și celebrează demnitatea intrinsecă dăruită de Dumnezeu tuturor indiferent de rasă, etnie, sex, religie. Coranul explică acest lucru prin accentul pus pe egalitatea între femei și bărbați în fața lui Dumnezeu. 
Responsabilitatea individului pentru deciziile și acțiunile sale este precizată în Coran, începând cu povestea lui Adam și Eva. Ca urmare a păcatului comis, cei doi sunt alungați din Paradis și nevoiți să muncească din greu pe Pământ. 
Dumnezeu alege să-i ierte pe amândoi, astfel că păcatul lor nu este moștenit de urmașii lor. Așa cum putem vedea în versetul următor: 
Cel care urmează calea cea dreaptă o urmează numai pentru sine însuși, iar cel care rătăcește, rătăcește tot pentru sine însuși. Și nu va purta [un suflet] încărcat povara altuia și Noi nu am chinuit [niciodată un neam] înainte de a-i trimite un profet 
Așadar, este evident că un om indiferent de cât de vinovat este, nu poate transfera aceea vină altuia. 
Astfel că o femeie care se implică într-o relație sexuală ilegală ”zina” suportă consecințele propriei fapte stabilite de Dumnezeu. 
De menționat este și faptul că majoritatea femeilor sunt omorâte doar din cauza suspiciunilor a unui membru din familie, nedându-li-se șansa de a se apăra, căci chiar și simplele acuzații sunt suficiente pentru a păta onoarea unui bărbat sau a familiei. 
Cei care săvârșesc astfel de crime rămân nepedepsiți sau primesc pedepse mici. 
Crime de onoare au fost raportate în Bangladesh, Brazilia, Ecuador, Egipt, India, Israel, Italia, Iordania, Maroc, Pakistan, Suedia, Turcia, Uganda, Regatul Unit și tind să predomine în țările a căror populație majoritară este musulmană, deși mulți lideri și oameni de cultură musulmană condamnă această practică și neagă, totodată, că ar fi bazată pe o doctrină religioasă. 
Islamul este categoric în ceea ce privește interzicerea actelor sexuale în afara căsătoriei, nefăcându-se diferența între femei și bărbați, deși în unele țări, femeile sunt singurele pedepsite în astfel de întâmplări, în timp ce bărbații, chiar violatori, sunt tratați cu indulgență.
Pe de-o parte orice acuzație a unei relații extraconjugale trebuie dovedită de patru martori. Pe de altă parte, o femeie acuzată, în mod fals de ”zina” are în sprijinul ei Coranul care vorbește despre consecințele devastatoare ale acelor acuzatori care nu sunt capabili să-și susțină acuzațiile cu patru martori.
O, voi cei care credeți Fiți făptuitori neclintiți ai dreptății, martori înaintea lui Allah, chiar împotriva voastră, împotriva părinților și rudelor voastre - fie bogat sau sărac - căci Allah cunoaște cel mai bine ce este spre binele lor! Nu urmați poftei, ca să nu vă abateți [de la dreptate]! Iar dacă voi faceți o mărturie mincinoasă sau vă sustrageți, [sa știți că] Allah este Bineștiutor a ceea ce faceți Khabir 
Așa cum precizam mai devreme, este important că toate ființele nevinovate sunt egale în Islam. Nu există diferențe între bogați și săraci, bărbați și femei, liberi și sclavi. Toți sunt egali în fața lui Dumnezeu.
Pentru a pune capăt acestor practici, tragedii trebuie schimbate câteva percepții culturale și ale societății cu privire la locul și statutul femeilor în societatea islamică. Valorile adevărate ale Islamului trebuie susținute cu orice preț. Practica crimelor de onoare trebuie condamnată și încurajată adevărata învățare a Coranului.

## Crima de onoare în lumea arabă:Ǧarimatu-l-Šaraf

### Tradiție
Lumea arabă este un termen care se referă la o zonă geografică cu o istorie, limbă, cultură și religie comună ce cuprinde 22 de țări și se întinde de la Oceanul Atlantic în Vest, cuprinzând nordul continentului african, și Orientul Mijlociu pană în Peninsula Arabă în Est. Leagănul civilizației arabe se găsește în Peninsula Arabă, locuită de dinainte de apariția islamului de populația beduină. Această societate din perioada Jahiliyya  prezenta o organizare de tip tribal. Clanul este baza societății beduine. Membrii unui clan se consideră a fi rude de sânge iar această relație de sânge, reală sau fictivă constituie liantul organizării tribale. De aici derivă conceptul de  'asabiyya  sau spiritul de clan ce implică o fidelitate nelimitată și necondiționată față de membrii clanului. Această identificare cu tribul merge pană acolo încât dacă un membru al clanului comite o crimă în afara clanului, se instituie o vendetta  și oricare membru al clanului respectiv poate plăti cu propria sa viață. După legea primitivă a deșertului, sângele cere sânge : răzbunarea este singura pedeapsă recunoscută. Nu era nimic mai important decât această unitate a familiei, a clanului, a tribului: căci datorită unității pot fi înfrânți dușmanii, pot fi dobândite bogății în razii, poate fi cerută răzbunarea sângelui, etc..
Eficacitatea acestor structuri ar fi greu de explicat fără a ține seama de aderența arabilor la un sistem de valori, de idealuri comune, între care în primul rând păstrarea cinstei, onoarei muru'a ( elementele constitutive ale acesteia fiind libertatea, noblețea, puritatea liniei de descendență, gloria părinților, numărul mare al membrilor clanului, puterea lor). În funcție de asemenea criterii își cucerea tribul importanța politica și socială, gloria străbunilor urmând a fi continuată în faptă. Astfel, sistemul etic al onoarei cuprindea : revolta împotriva asupririi, curajul, răzbunarea sângelui, ținerea cuvântului dat, dărnicia, ospitalitatea, ajutorul dat la nevoie, adăpostirea refugiaților.
Beduinii au fost idealizați și au rămas în memoria colectivă ca păstrătorii ai tradițiilor și valorilor arabe pure. Astfel, astăzi familia a luat locul clanului, însă sentimentul onoarei a rămas la fel de vital. Iată cum își motivează gestul personajul principal din nuvela lui Fu`ad Al-Takrily, „Cuptorul” atunci când este acuzat că și-a ucis cumnata:
„Onoarea este scumpă și la noi se obișnuiește să fie spălată prin sânge.[...]Noi suntem arabi adevărați și nu putem să lăsăm rușinea să ne păteze așa. Noi obișnuim să o omorâm pe păcătoasă pentru că tradiția cere să nu o lăsăm pe desfrânată să trăiască printre noi. Ea este ca o pată care trebuie să dispară.[...]Am omorât-o pe necredincioasă pentru că a păcătuit și nu din alt motiv. Apăram onoarea pătată a familiei mele.[...]Noi suntem oameni modești, onorabili, vrem sa trăim și să ne mâncăm pâinea în pace. Mi-am apărat onoarea așa cum trebuie să și-o apere orice bărbat onorabil, căsătorit, cu o familie mare, la al cărei viitor se gândește. Căci onoarea e aceiași, fie vorba de un adulter sau de un scandal, ea este la fel, pentru că este una singură, iar noi suntem în onoare egali. Noi suntem blestemați sa fim oameni de onoare și să ne apărăm onoarea cu sânge. Iar eu nu am făcut altceva, nu știu cum sa va explic Onorata Instanță situația mea complicată. Sunt un beduin fără școală și mi-am apărat onoarea în felul meu.[...]Așa se spală rușinea în casele noastre, domnule judecător, cu sângele femeilor.[...] Eu sunt cel vinovat- dacă vreți așa- cel care și-a apărat onoarea și a redus-o la tăcere pe acea necredincioasă prefăcută pentru totdeauna. Sunt nevinovat, domnule judecător și vă rog să vă fie mila atunci când vă pronunțați sentința. Căci am comis păcatul crimei împins de sentimentul onoarei și nobleței așa că fiți și dumneavoastră onorabili cu mine și micșorați-mi din sentință.„
În mărturia sa în fața instanței, acest personaj face apel la tradiții și obiceiuri ancestrale ale poporului arab dorind să dea crimei sale o justificare morală, să facă din ea un gest nobil, o faptă imperativă în situația dată. Revendicându-și originile arabe pure din neamul beduinilor, se prezintă pe sine ca un exponent al acestui popor, obligat fiind prin rădăcinile sale să continue și să respecte tradiția lor, unde onoarea și familia definesc existența fiecărui individ. De aceea orice atac la adresa acestora îl face responsabil pe orice membru al familiei de a îndrepta situația, cu orice preț. Prin asumarea acestui sistem de valori, și a responsabilităților ce revin odată cu el, onoarea apare aici ca un ” blestem„ aducător de moarte deoarece onoarea se apară cu sânge, iar rușinea se șterge tot cu sânge, cu ”sângele femeilor„. Căci adulterul, de orice natură ar fi, este inadmisibil și impardonabil. Femeia ”necredincioasă„, ”adulterină„, ”păcătoasă„ trebuie pedepsită pentru că a pătat onoarea întregii familii prin păcatul ei. Din acel moment ea nu mai poate trăi printre ei și singura pedeapsă recunoscută de societate este cea a vărsării de sânge. Însă societatea este în schimbare, ca și normele și conceptele după care se dirijează. După cum am observat personajul nostru este adus în fața instanței, deci alte valori încep sa fie luate în considerare, precum dreptul omului la viață, drepturile femeii în societatea musulmană etc. 
Acest fragment de literatura este  foarte potrivit pentru a înfățișa o situație actuală din acest tip de societate. Este suficient să ne coborâm privirea în realitatea de zi cu zi pentru a observa o stare a lucrurilor asemănătoare. De exemplu, James Emery a realizat în 2003 un studiu printre palestinieni, cu titlul ” Reputația este totul„. De menționat că Autoritatea Palestiniană nu îi pedepsește pe bărbații care și-au ucis o rudă femeie, dacă aceasta a adus dezonoare asupra întregii familii. Potrivit UNICEF, în anul 2000, două treimi din crimele care au avut loc în teritoriul palestinian, au fost crime de onoare. În consonanță cu ce am explicat mai sus despre sistemul arab de valori, acest studiu începe cu mărturia unui bărbat musulman  de 52 de ani, Ahmed care declara: ”Onoarea este totul. Dacă un om își pierde onoare el devine un animal.„ În comunitățile palestiniene mulți dintre oameni își petrec întreaga viață în același sat. Muhib Nimrat, consul la ambasada Iordaniei la Washington, explică acest lucru: ” Toată lumea cunoaște pe toată lumea, când spui numele cuiva, majoritatea oamenilor îți pot spune întreaga lui poveste.„ Săracă sau bogată, reputația și onoarea unei familii sunt avuțiile sale cele mai de preț. Nimrat adaugă: ” Familia joaca un rol important în toate aspectele vieții în lumea arabă. Orice ai face, trebuie sa ții seama de familia apropiată și de cea îndepărtată, adică de vecini și restul comunității. Cum vor reacționa? Ce vor crede?„ . Cât despre principala sursă a dezonoarei, femeia, un negustor palestinian declară : ” O femeie fără onoare este ca o carne putredă. Dacă nu o tai, va consuma întreg corpul.” Adică întreaga familie va fi pătată dacă ea nu este omorâtă. În această societate se obișnuiește aranjarea căsătoriei tinerilor de către familie. Refuzul fetei de a accepta o astfel de căsătoriei i-ar putea fi fatal, așa cum mărturisește o tânără palestiniană: ” Am fost obligată să mă căsătoresc cu vărul meu. Îl uram. Mă bătea și mă umilea în fața familiei și prietenilor. Dar ce puteam să fac? Dacă aș fi fugit, aș fi fost omorâtă.„ Uneori femeile acuzate de comportament nepotrivit sunt trimise la închisoare de la câteva luni la câțiva ani. Odată închise, femeile nu pot fi eliberate decât în custodia unei rude bărbat, care trebuie mai întâi sa își dea acordul ca nu le va omorî. Însă, indiferent de acest acord, femeile sunt omorâte în câteva ore de la eliberarea lor. De exemplu, Fayez Mohammed, a aranjat eliberarea fiicei sale de 17 ani, a garantat pentru siguranța ei, și apoi i-a tăiat gâtul. Fayez a primit o sentință de 9 luni în închisoare pentru crimă. În comunitățile palestiniene, puritatea unei femei reflectă reputația familiei sale. Dacă o femeie este violată, răpită, sau doar suspectată ca ar fi avut relații sexuale premaritale, ea este dusă la o clinică medicală pentru examinare. Acest proces poate avea consecințe fatale: peste 75% dintre femeile palestiniene refugiate în Iordania și care au fost supuse unei astfel de examinări, au fost ucise de familie, chiar și atunci când testul dovedea că sunt virgine. Virginitatea miresei este esențială pentru ca nunta sa aibă loc. Dacă ea nu prezintă semnele virginității, soțul o poate înapoia familiei ei și declara nunta invalidă. În acest moment, familia ei nu are alta alternativă decât uciderea fetei, aceasta fiind singura modalitate prin care ei își pot recăpăta onoarea. Jibril, un negustor palestinian spune: ”Legea clanului este sacră. Un bărbat este îndreptățit să omoare pentru onoarea sa.„ Palestinienii aseamănă de multe ori onoarea unei femei cu sticla, porțelanul : odată spartă, e distrusă, ea nu poate fi reparată.

### Religie
Apariția islamului, a noii religii revelate profetului Muhammad și răspândirea ei în peninsula arabă a reprezentat un moment crucial în istoria poporului arab. A reprezentat o schimbare majoră în plan religios, politic, social și cultural iar revelarea Cărții, a celei de-a treia Scripturii și ulterior redactarea ei, va influența viața credincioșilor în toate planurile vieții. Coranul nu a venit cu un set de legi total nou pentru mediul arab căruia îi era inițial adresat ci mai degrabă a venit cu reglementări pentru a îmbunătăți vechile practici. A reformat dar nu a înlocuit niciodată în totalitate vechile valori tribale și legi tradiționale arabe. Aceste lucruri se pot observa cu ușurință în cazul sexului, sexualității și familiei unde ameliorările au fost aduse în aceiași parametrii care reflectau valorile și realitățile unei societăți patriarhale: de exemplu femeile , deși statutul lor a fost îmbunătățit considerabil, ele au rămas subordonate bărbaților din familiile lor.
Bărbații sunt mai presus decât femeile, fiindcă Dumnezeu le-a dat întâietate asupra lor și fiindcă ei cheltuiesc averi pentru ele.Coran,4:34
Ele au drepturi și obligații deopotrivă, după cuviință, însă bărbații au întâietate asupra lor. Dumnezeu este puternic, înțelept.Coran,2:228
Femeile au obligații dar și drepturi așa că un soț nu trebuie sa forțeze o soție să stea lângă el sau să o maltrateze
Țineți-le cum se cuvine ori despărțiți-vă de ele cum se cuvine. Nu le țineți cu sila, căci, astfel, încălcați hotarele. Cine va face așa se nedreptățește pe sine însuși. Nu socotiți semnele Lui Dumnezeu o joacă. Amintiți-vă de binefacerile LuiDumnezeu asupra voastră și de ceea ce a pogorât asupra voastră din Cartea și din înțelepciune pe care El o propovăduiește. Temeți-vă de Dumnezeu! Să știți că Dumnezeu este atotștiutor.Coran,2:331
O femeie bună este cea ascultătoare de Dumnezeu și de legile sale. Ea trebuie să se comporte în așa fel încât, să nu atragă atenția asupra sa sau să provoace un bărbat fie numai prin mersul ei.
Spune credincioaselor: să-și plece privirile, să-și păzească rușinea, să nu-și dea la iveală frumusețea, în afară de ceea ce apare, să-și pună văluri peste piept, să nu-și descopere frumusețea decât bărbaților lor.Coran, 24:31
O, Profetule! Spune-le soțiilor tale, fiicelor tale și femeilor credincioșilor să se acopere bine cu gilbaburile lor, căci numai așa vor fi recunoscute și nu vor fi necăjite. Dumnezeu este iertător, Milostiv. Coran, 33:59
Însă în cazul în care o femeie greșește prin comportamentul sau fapta sa, Coranul oferă soluții ca:
Femeile cinstite sunt pioase, păstrând în taină ceea ce Dumnezeu păstrează. Dojeniți-le pe cele de a căror neascultare vă e teamă! Părăsiți-le în așternuturi! Loviți-le! Nu le căutați însă gâlceavă, dacă vă dau apoi ascultare. Dumnezeu este Înalt, Mare.Coran,4:34
Dar în momentul când ea a păcătuit, trebuie să:
Chemați patru martori dintre voi împotriva acelora dintre femeile voastre care au săvârșit o faptă rușinoasă. Dacă ei depun mărturie, atunci închideți-le în case până la moarte, dacă nu le va da Dumnezeu nicio putință de scăpare.Coran, 4:15
Căci într-adevăr păcatul, adulterul, desfrâul,  este o cale greșită în fața Lui Dumnezeu:
Nu vă apropiați de curvie, căci este rușinoasă și o cale rea! Coran,  17:32
Biciuiește-i pe desfrânat și pe desfrânată cu câte o sută de bice. Să nu vă apuce mila înaintea Legii Lui Dumnezeu- de credeți în Dumnezeu și în Ziua de Apoi- și să vă fie martori la osânda lor un grup de credincioși.Coran, 24:2
aici fiind inclusă și pierderea virginității înainte de căsătorie:
Desfrânatul să nu-și ia de soție decât tot o desfrânată ori o închinătoare la idoli iar pe desfrânată să nu o ia de soție decât un desfrânat ori închinător la idoli. Acest lucru le este oprit credincioșilor. Coran, 24:3 
Termenul arab, coranic, ce descrie aceste acțiuni este zina și implică orice tip de relație sexuală ce are loc în afara căsătoriei. Putem observa cu ușurință că pedeapsa coranică pentru astfel de fapte nu include crima sau lapidare ci sugerează ca pedeapsa să fie aplicată atât bărbaților cât și femeilor. Însă tradiția ulterioară susține că ar implica și lapidarea. Toate acestea pot fi însă împiedicate prin ducerea unei vieți morale, și aici Coranul are rolul principal de a călăuzi credinciosul pe calea cea dreaptă și astfel de a împiedica rușinea să cada asupra lui în comunitate. Muhammad era conștient de caracterul aprig, nestăvilit, impulsiv al beduinilor: hamiyyat al-jahiliyya ce ducea la răzbunare și crimă și a încercat prin intermediul religiei să-l stăvilească într-o oarecare măsură, să-i aducă la calmul înțelept: hilm. El a făcut din iertare nu un viciu, cum se credea până atunci ci cea mai înaltă treaptă a valorii de muru'a.  De acum se punea accentul pe moralitatea personală și nu pe cea colectivă, în Ziua Judecății fiecare răspunzând pentru faptele sale.(Coran, 29:13, 16:25). Islamul favoriza mai degrabă o legătură universală între toți credincioșii unde dreptatea   'adl și blândețea: ihsan cântăresc mai mult decât obiceiurile și a interzis violența, nedreptatea : zulm.  Dreptatea devine o virtute supremă în islam: „ Să judecați după dreptate când judecați între oameni” Coran, 4:58 În acest sens, omorârea unei persoane de către alta cu premeditare este o nedreptate împotriva legii. Dacă Dumnezeu a creat omul cu mâinile sale, și a suflat asupra lui cu suflare divină, și i-a pus totul la dispoziție pe acest pământ, atunci viața lui este sfântă.
Nu ucideți omul căci Dumnezeu v-a oprit acesta, ci doar întru dreptate.Coran, 17:33
În lumea musulmană sunt însă permise, considerate întru dreptate crimele pentru adulter, apostazie și altă crimă. Islamul interzice uciderea copiilor de către părinții lor. În pre-islam, unii arabi aveau obiceiul de a îngropa de vii nou născuții fete, pentru a nu aduce rușine în viitor darCoranul condamnă acest tip de crime
Când copila de vie îngropată va fi întrebată pentru ce păcat a fost omorâtă.Coran, 81:8-9
Islamul consideră ucigașul unui credincios ca ucigașul întregii rase umane, iar acest păcat nu poate fi iertat. În zilele noastre, crima de onoare a devenit o realitate frecventă și acută nu numai a societăților orientale, ci și-a depășit granițele inițiale nu numai prin intermediul emigranților care au adus cu ei în țările gazdă mentalitățile și obiceiurile țării de origine ci și prin caracterul său violent ce contravine drepturilor omului, devenind astfel o problemă a societății internaționale. Aceasta nu a întârziat să se auto-sesizeze și să propună măsuri pentru prevenirea și combaterea acestui fenomen. Printre cele mai des întâlnite mijloace ale campaniilor împotriva crimelor de onoare organizate în special de organizațiile umaniste non-guvernamentale se numără mijloace mass-media, de la presă, internet până la organizarea de manifestații publice. Constant se publică numeroase articole ce prezintă cazuri de crimă de onoare din toată lumea, se fac reportaje, documentare ( Crimes of Honour- Shelley Saywell), filme (Honour Killing -Avtar Bhogal), se scriu cărți (Honour Killing - Ayse Onal, Murder in the Name of Honour-Rana Husseini) și chiar manuale de specialitate pentru o mai bună înțelegere și conștientizare a acestui fenomen ce necesită toată atenția necesară. Honour Related Violence  reprezintă un proiect al Comisiei Europene și ai partenerilor săi ce constă într-un manual ce are ca scop informarea populației despre acest fenomen, familiarizarea cu anumite concepte, formarea propriilor opinii corecte și înțelegerea contextului, cauzelor și efectului acestui fenomen. Printr-o metodologie bine pusă la punct din care enumerăm câteva linii principale ca: semnificația individuală și colectivă, orientală și occidentală a conceptului de onoare, societatea patriarhală: tip de familie, ierarhia relațiilor, femeia în societate: statut, egalitatea femeie-bărbat, nivelul de educație al unei societăți, acest manual dorește să se prevină și să se combată crima de onoare prin intermediul educației și informării la scară largă. De asemenea acum există și o zi internațională a solidarității cu victimele crimelor de onoare, 29 octombrie, ce poarta deviza foarte sugestivă: La šarafa fi-l-ǧarimati/ There is no honour in killing/ „ Nu există  onoare în crimă”.[nefuncțională]

## Prezentare de cazuri

### Pakistan
Pakistan-ul, unde crimele de onoare sunt cunoscute sub numele de „karo kari”, este țara în care, astfel de atrocități sunt cele mai răspândite, iar membrii comunității și autoritățile politice colaborează pentru a le ascunde. Conform lui Yasmeen Hassan  „conceptul de femeie văzută ca proprietate și onoare este atât de mult înrădăcinat în domeniul social, politic și economic al Pakistan-ului, încât guvernul ignoră, de cele mai multe ori, crimele și mutilările zilnice ale femeilor”. De multe ori, femeile omorâte sunt înregistrate că s-ar fi sinucis ori ar fi suferit diverse accidente. 
Unul dintre cazurile cele mai mediatizate în ultimii ani a fost acela al Samiei Imran: in aprilie 1999, o tânără măritată a fost împușcată în biroul avocatului care încerca să o ajute să obțină divorțul pe care familia ei nu-l consimțea. Conform lui Suzanne Goldenberg, Samia, în vârstă de 28 de ani, s-a prezentat la biroul avocaților Hina Jilani și Asma Jahangir, două surori. Ea o angajase pe Jilani cu câteva zile în urmă pentru că dorea să divorțeze de soțul violent. Samia, s-a așezat pe un scaun aproape de avocat. Sultana, mama fetei, intrase cu cinci minute după ea însoțită de un bărbat. Bărbatul, Habib-ul Rhemna, s-a năpustit la Samia și i-a pus pistolul la tâmplă. Primul glonț i-a străpuns ochiul Samiei, aceasta căzând la podea. „Nu a scos niciun țipăt, era numai o tăcere care prevestea moartea. Nici nu mă gândesc că ea știa ce se petrece”, a spus Jilani. Criminalul s-a așezat lângă trupul Samiei și a mai tras din nou un foc. Jilani a apucat să apese alarma de îndată ce criminalul și Sultana plecaseră. Nici măcar nu s-a deranjat să vadă dacă fata era moartă”
Membrii Curții Înalte a Pakistan-ului au cerut ca cele două femei avocat să fie condamnate și nimeni din liderii politici ai țării nu a condamnat atacul. Imamul din Peshawar a cerut ca avocații să fie condamnați la moarte pe motiv că au încercat să o ajute pe Imran.
Conform lui S. Goldenberg aceia care ucid în numele onoarei în Pakistan rămân, aproape întotdeauna, nepedepsiți. În cazuri rare aceștia ajung să fie judecați, fiind condamnați la doar doi sau trei ani de închisoare. Hina Jilani a strâns 150 de studii dintre care doar în opt cazuri judecătorii au respins argumentul că femeile au fost ucise în numele onoarei. Restul de cazuri au fost abandonate, ori li s-a dat pedepse minime criminalilor.
Un reportaj asupra drepturilor omului, apărut în martie 1999 menționa că 888 de femei au fost omorâte într-o provincie din Punjab în anul 1998. Cazuri similare au fost înregistrate și în 1999. 
În provincia Sindh Sindh aproximativ 300 de femei au fost asasinate în 1997, conform Asociației Drepturilor Omului.
În anul 2016, se estima că aproximativ 500 de femei sunt ucise în fiecare an în Pakistan în asemenea „crime de onoare”.
În octombrie 2016, parlamentul din Pakistan a adoptat o nouă lege care nu mai permite grațierea ucigașilor.

### Iordania
În Iordania crimele de onoare sunt sancționate de lege. Conform articolului 34 din Codul Penal „Un soț sau o rudă apropiată care ucide o femeie suspectă de adulter va fi condamnat”. În timp ce articolul 98 prevede o sentință ușoară pentru criminalii de sex masculin ori rudele femeii care au comis un act considerat ilicit. Julian Borger notează: „In practică un criminal este judecat pentru o crimă de onoare și sentința este, de obicei, de la trei luni la un an”.
Agenția France Presse în data de 31 iulie 1999 declara: „Ucigașii, printre care și un bărbat în vârstă de 19 ani, Hussein Suleiman au fost acuzați că și-au călcat cu mașina sora necăsătorită care era însărcinată în luna a VI-a.” Un alt caz din 1994 ne prezintă un tânăr de 17 ani care și-a omorât sora de 18 ani din cauză că aceasta rămăsese însărcinată înainte de a se căsători. Un vecin a declarat că familia părea relaxată, fericită și mulțumită după ce a aflat că fusese omorâtă.
In ediția săptămânală a Manchester Guardian, Julian Borger a descris un alt caz tipic în 1997:
„Într-o dimineață în această vară, cele două mătuși ale Raniei Arafat au venit să o ia la plimbare. Ele i-au spus că nepoata lor în vârstă de 21 de ani i-a aranjat ei și iubitului ei o întâlnire în taină. S-au plimbat prin Gwiesmeh, o suburbie sărăcăcioasă. Când cele două femei au ajuns aproape de o bucată de pământ neacoperită, mătușile au ocolit-o, lăsând-o pe Arafat singură. A fost împușcată de patru ori în spatele capului și o dată în față. Criminalul era fratele ei, Rami, în vârstă de 17 ani. Motivul a fost acela că fata refuzase o căsătorie aranjată și voia să fugă cu iubitul său israelian. Rami este acum în închisoare, dar cert este că nu pentru mai mult de câteva luni, mai ales că este minor, tocmai din acest motiv acordându-i-se această sarcină.”

### Autoritatea Națională Palestiniană
Crimele de onoare sunt înregistrate, de regulă, și pe teritoriile Palestinei și fâșia Gaza. 
Într-o revistă de femei din Canada – Chatelaine - Sally Armstrong a descris destinul unei victime. 
Flirtul a fost greșeală fatală pentru Samera. Avea numai 15 ani când vecinii ei din Salfeet, un oraș mic din Palestina, au văzut-o stând de vorbă fără văl cu un tânăr. Onoarea familiei ei fusese pătată din acel moment și de aceea i s-a aranjat repede o căsătorie. La vârsta de 16 ani a născut un copil. Cinci ani mai târziu, când nu a mai suportat căsătoria "de fațadă” a fugit.
Statul de vorbă este rar întâlnit în asemenea teritorii, iar castitatea unei fete este la fel de publică precum numele ei, astfel că acțiunile Samerăi au fost socotite ca și când ar fi făcut pact cu diavolul. Câteva zile mai târziu a fost găsită. Tatăl său a declarat că s-a sinucis. Dar toți știau că Samera fusese victima unei crime de onoare, omorâtă de propria familie din cauză ca îi adusese necinste numelui lor.

### Femei dinBangladeshmutilate în atacuri cu acid
Asociația de Apărare a Femeilor care asistă victimele atacurilor a înregistrat între 1994-1999  3.560 de femei care au fost îngrijite în urma atacurilor cu focul, gasolină sau acid suferite din cauza violenței soților lor, declară Constable. Aproximativ jumătate din victime au murit. 
Avocatul și susținătorul femeilor maltratate, Nahida Mahbooba Elahi declară: „Ne confruntăm cu astfel de cazuri în fiecare zi, dar am văzut foarte puține condamnări. Bărbații spun că soțiile nu le ascultă ordinele sau că întrețin relații cu altcineva. Poliția spune, de obicei, că este o chestiune domestică și refuză să investigheze cazul. Unii judecători le găsesc chiar circumstanțe atenuante și nu le consideră crime” 
Astfel de crime sunt, de asemenea, frecvente în Bangladesh, estul Pakistan-ului, unde aproximativ 2.200 de femei sunt desfigurate anual în atacuri cu acid de soții geloși sau ciudați.

## Crimele de onoare între prezent și trecut
Familia este privită practic ca o organizație socială în interiorul căreia membrii ei sunt protejați împotriva lumii din afară care ar încerca să aducă vreun rău acesteia. Chiar și o injurie adusă unui membru al familiei înseamnă o injurie pentru toată familia. Structura familiei are un caracter destul de transparent, orice membru din interiorul acesteia având dreptul să intervină în viața celuilalt. 
Aceste crime erau înfăptuite de către soț, fostul soț, tată, frate sau celelalte rude de parte bărbătească (unchi după tată sau după mamă) iar hotărârea finală era luată de către Consiliul de familie (Aile Meclisi). Apropiații acesteia se adunau, discutau, dezbăteau și decideau ca aceasta să fie ucisă. De obicei, bărbații erau cei care aveau rolul de a da pedeapsa pentru pătarea onoarei. Bărbatul, fiind capul familiei, era pus să înfăptuiască  o crimă pentru a proteja cinstea familiei sale. De regulă se alegeau persoane minore de sex masculin pentru a comite o astfel de crimă, în ideea că ucigașul va primi o pedeapsă mai mică decât cea cuvenită în acest gen de cazuri. 
Femeile erau ucise în diferite moduri. În Șanlıurfa fetele erau aruncate în râu și înecate, zdrobite cu tractorul, li se tăia gâtul în mijlocul cartierului sau puteau fi pedepsite prin diferite forme de împușcare. 
Dacă la sate fenomenul crimelor de onoare nu era privit cu reținere, la orașe se încerca o mascare aparentă a acestor crime. În orașe viziunea oamenilor era diferită decât cea de la sate, valorile și judecățile fiind cu totul altele. Un fenomen care a contribuit la această viziune l-a constituit migrațiile, deoarece au avut loc mișcări în masă ale populației care a migrat de la sat la oraș producându-se astfel o urbanizare excesivă și la o modernizare în gândire în același timp. Cu toate acestea modernitatea orașului asimila cu greu tradiționalismul satului, de cele mai multe ori ajungându-se la o îmbinare a tradiționalului cu modernul. 
La orașe s-a încercat o ameliorare a acestui fenomen dar acesta s-a izbit de așa-zisa morală care trebuia apărată cu orice preț, devenind o credință fără fundament pentru majoritatea celor care nu înțelegeau pe deplin acest fenomen.
Se pune și astăzi accent pe structura patriarhală din interiorul unei familii care are o structură bine definită: bărbații sunt capii familiei, iar femeile, păstrătoare ale onoarei pe care soții lor sau rudele de parte bărbătească au datoria să o protejeze. Această responsabilitate îngrădește comportamentul femeilor în public, bărbații devenind cei care pot folosi uneori chiar și violența fizică în orice incident legat de obiceiurile din familia lor. Ei pot recurge la astfel de tratamente pentru a-și conserva nepătată poziția lor în fața societății. 
Se încuraja astfel violența împotriva femeilor. Aceste crime sunt mai des întâlnite în satele unde există comunități arabe sau kurde. Are loc o sanctificare a valorii căsătoriei, familiei și onoarei în coduri religioase care fac ca oamenii să creadă că este vital să se pedepsească fiecare act greșit pentru a se asigura stabilitatea religioasă și culturală, deoarece codurile religioase garantează atât valorile structurilor existente, cât și atașamentul oamenilor pentru tradițiile locale. Semnificația religioasă este legată de termeni precum: bekaret(virginitate), bașlık parası (prețul miresei) și berdel(practică tradițională conform căreia două familii aranjau căsătoria fiicelor lor cu băieții celeilalte familii.) 
Imaginea femeii căsătorite era diferită față de cea a unei femei singure, deoarece femeia căsătorită avea acum responsabilitatea de a nu păta onoarea familiei soțului ei, de aceea atunci când se întâmpla ca o femeie căsătorită să greșească era mai aspru pedepsită față de una necăsătorită. Femeia era privită ca o proprietate, de îndată ce se căsătorea, ea devenea proprietatea soțului ei, care putea să își spele onoarea prin pedepse de orice natură. Existau și diferite proverbe care înjoseau femeia, precum: „Femeile și caii sunt asemănători, nu poți avea încredere în niciunul”, „A aștepta fidelitate din partea unei femei este precum a aștepta un leac pentru otravă”, „Femeile sunt bărbați incompleți”, „Părul unei femei este lung și mintea ei este scurtă”. 
În Turcia se crede că există o diferență între două concepte, aparent diferite, dar care se intersectează într-un anumit punct; este vorba despre „crima de onoare” și un alt tip de crimă pe care ei o numesc „crimă tradițională”. 
Crimele înfăptuite în numele tradiției reprezintă o întruchipare a relațiilor patriarhale din viața indivizilor. Deși majoritatea studiilor folosesc termenul „crime de onoare”, se crede că termenul „crime tradiționale” se referă mai explicit la relația dintre aceste crime și cadrul socio-cultural în care ele iau loc. Făptașii crimelor tradiționale se bazează în mare parte pe tradițiile, obiceiurile, valorile și credințele existente pentru a comite un astfel de act. În crimele tradiționale decizia finală nu este luată de către cel care săvârșește fapta, ci de către consiliul familial format din cei mai în vârstă oameni din familie. 
Atât în ,,crimele tradiționale", cât și în ceea ce privește ,,crimele de onoare", femeia era omorâtă ori obligată să se sinucidă pentru a apăra onoarea familiei. Cauzele care duceau la crimă erau dintre cele mai diverse: relația emoțională sau sexuală dintre o femeie și un bărbat care nu sunt căsătoriți, mersul la cinema, neascultarea soțului, cererea de divorț, dorința de a studia sau de a-și găsi ceva de muncă ori dacă aceasta era violată vina se considera că tot ei îi aparține. De regulă, soțul fiind capul familiei și omul care prezenta cea mai mare credibilitate în ochii celorlalți, putea distorsiona uneori realitatea pentru ca lucrurile să iasă într-o lumină favorabilă ui chiar și atunci când nu era cazul. 
Mai multe articole din Turcia plasează această problemă într-un context regional, considerând că  principalele vinovate de producerea acestor crime și de persistența lor de-a lungul timpului se datorează minorităților arabe și kurde din sate, însă crimele tradiționale au loc și în orașe mai mari precum: Istanbul, Ankara sau Izmir. 
Vechiul cod penal din Turcia favoriza crimele tradiționale. Noțiunea de a acționa împotriva obiceiurilor unei comunități era considerată a fi un act provocator și excepțional, de aceea se reducea pedeapsa, alegându-se în acest sens persoane minore care să  săvârșească crimele. Crimele de onoare intră într-o categorie diferită față de crimele obișnuite. Codul penal al Turciei promulgat pe 26 septembrie 2004 include multe schimbări pozitive. 
Pe parcursul unui secol de modernizare categoria femeilor a fost redefinită de elitele puternice ale Turciei, ele fiind considerate ca niște obiecte ce puteau fi modelate și care nu aveau personalitate și nici viață socială, lucrurile schimbându-se odată cu femeia din Turcia modernă, care avea mult mai multe drepturi decât în trecut. 
Totuși niciodată o societate nu poate fi schimbată pe deplin, vechile tradiții și obiceiuri dăinuind încă în unele comunități. 
În Batman, Turcia, o fată de 17 ani pe nume Derya, a primit un mesaj de la un unchi de-al ei, pe telefonul mobil în care îi ordona să se sinucidă: "Ne-ai pătat numele, sinucide-te și șterge rușinea noastră dacă nu te vom ucide noi”. Derya spunea că vina ei a fost aceea de a se îndrăgosti de un băiat pe care l-a întâlnit la școală. Dar după ce fusese  ascunsă aproape toată viața ei spunea că s-a simțit liberă pentru prima dată și a vrut să își exprime independența. Când veștile despre idila ei au ajuns la urechile familiei, mama ei a avertizat-o că tatăl ei o va ucide, dar ea a refuzat să asculte. Apoi au venit mesajele amenințătoare, câteodată și câte 15 pe zi, trimise de frații și unchii săi. Derya spunea că erau echivalentul unei sentințe cu moartea. Măcinată de rușine și temându-se pentru viața ei, a decis să respecte dorințele familiei sale. Prima dată a sărit în râul Tigris, dar a supraviețuit. După aceea a încercat să se spânzure, dar un unchi a salvat-o. Apoi și-a tăiat venele cu un cuțit de bucătărie. 
"Familia mea mi-a atacat personalitatea și am simțit că făcusem cel mai mare păcat din lume” spunea ea dintr-un adăpost pentru femei, unde și-a dat vălul pe un tricou și o pereche de blugi. A refuzat să își dea numele în întregime de frică să nu fie încă urmărită de familia ei. "Am simțit că nu aveam nici un drept să îmi dezonorez familia, că nu am nici un drept să fiu în viață de aceea am decis să respect dorința familiei mele și să mor.” 
Derya, fata de 17 ani din Batman spunea că este determinată să își continue viața. 
Această regiunea este religioasă și este imposibil să fii tu însuți dacă ești femeie, poți scăpa părăsindu-ți familia și mutându-te la oraș sau te poți sinucide.
Derya spunea că principala problemă era inegalitatea între sexe, chiar dacă Profetul Muhammad pleda în favoarea femeilor.
În satul meu și în tribul tatălui meu, băieții sunt lumina ochilor lor în timp ce fetele sunt undeva jos, atât timp cât familiile nu au încredere în fiicele lor, lucruri rele vor continua să se întâmple.
A luat ființă chiar și o asociație pentru femei, denumită Ka-Mer, un grup local de femei care a creat o linie de urgență pentru femeile care se tem pentru viața lor. Ka-Mer găsește adăpost pentru femei și le ajută să ajungă în instanță să facă plângere rudelor care le-au amenințat. Ayten Tekay, o angajată a Ka-Mer din Diyarbakır, centrul regional, spunea că din 104 femei care au sunat la Ka-Mer, mai mult de jumătate din ele nu aveau educație. Ea spunea că în multe cazuri familiile nu au vrut să își ucidă rudele, dar că presiunea socială și bârfele iscate le-au determinat să comită crime. 
"Trebuie să  scoatem la lumină aceste crime și să învățăm femeile care sunt drepturile lor", spunea Ayten. "Legile au fost schimbate, dar cultura nu se va schimba peste noapte."

## Concluzii
Crimele de onoare reflectă tradițiile tribale patriarhale.
Tradiția patriarhatului îl derogă pe bărbat ca fiind singurul protector al femeii, astfel că el trebuie să aibă control deplin asupra ei. Dacă aceasta protecție este încălcată, el își pierde onoarea pentru că ori a dat greș în a o proteja ori educa corect.
Ca și exemplele menționate mai înainte ce fac studiul de caz, autoritățile statelor ignoră de cele mai multe ori eradicarea acestor crime de onoare, făcându-se mai degrabă alibi în astfel de crime. 
Cel care săvârșește astfel de crime este, de regulă, un bărbat, de obicei tatăl, soțul, ori fratele victimei. În mod frecvent, frații mai mici, adolescenții sunt aleși de familii sau comunitate în calitate de executori, pentru că sentințele acestora sunt, în general, mai ușoare, în comparație cu cele ale adulților. (așa cum s-a întâmplat în cazul Raniei Arafat din Iordania).
Aceste crime derivă din așteptările comportamentului femeii care sunt menționate și perpetuate atât de bărbați, cât și de femei, rolul femeii fiind de obicei subapreciat. De multe ori, ele participă în mod direct la aceste crime, pregătind chiar terenul lor. 
În Palestina, spre exemplu, antropologul Ilsa Glaser precizează: "Femeile acționau ca instigatori și colaboratori la aceste crime." Ziarul săptămânal Manchester Guardian notează: "Aceasta este tradiția noastră. Nu vrem să încurajăm ca femeile să se despartă, să se rupă de familie. . De asemenea, în districtul Ramle din Israel, comandantul poliției, Yifrach Duchovey s-a plâns  de incapacitatea de a conferi siguranță membrilor comunității când investighează/anchetează crimele de onoare.
Nici celelalte femei – mamele - nu colaborează cu noi. Câteodată femeile cooperează cu bărbații care săvârșesc astfel de crime. O femeie gândește că este normal – probabil consideră că victima merită acest lucru. 

## Crima de onoare în artă
Regizorul Sharmeen Obaid-Chinoy, al cărui documentar „A Girl in the River: The Price of Forgiveness” s-a concentrat chiar pe problematica asasinatelor în numele onoarei, a câștigat un premiu Oscar în anul 2016.